# The Moonstone
The Moonstone (1868), Collins va establir les bases del novel·la de misteri i suspens. La seva narració complexa i el desenvolupament gradual de la trama van captivar els lectors i van mantenir-los en estat de suspens mentre es revelaven els secrets i les sorpreses.